# Reino de Judá
El reino de Judá, reino del sur o reino de Judea (en alfabeto paleohebreo: 𐤉𐤄𐤃; en hebreo: מַמְלֶכֶת יְהוּדָה‎, Mamlejet Yahû'dâh) fue un Estado del Levante mediterráneo durante la Edad de Hierro, el cual llegó a su fin cuando el rey Nabucodonosor II lo anexionó como provincia del Imperio neobabilónico. Laquís y Beerseba eran de sus ciudades más importantes, mientras que Jerusalén fue su capital.
Según el Tanaj (Antiguo Testamento), este reino fue uno de los dos estados que sucedieron al reino unificado de Israel, después del cisma que tuvo lugar tras la muerte de Salomón. Desde el punto de vista histórico no hay consenso si el relato bíblico, puesto por escrito siglos más tarde, puede ser fuente fiable sobre el origen y desarrollo de este reino.
Estudiosos como Israel Finkelstein, Nadav Na'aman, Emanuel Pfoh o Mario Liverani sostienen que la evidencia arqueológica contradice el relato bíblico que lo describe como un extenso reino entre los siglos X y IX a. C., si bien otros estudiosos discrepan con esta interpretación.
En el siglo XXI, una mayoría de los historiadores, aunque no todos, consideran a Judá como una pequeña entidad, de origen tribal, que se limitaba a Jerusalén y sus alrededores cercanos. Tras la caída del reino de Israel al norte, Judá se convirtió en un reino relativamente importante, tributario del Imperio asirio.
El origen, la extensión e incluso la identidad cultural del Reino de Judá siguen siendo temas debatidos entre arqueólogos e historiadores. Su importancia cultural y religiosa, como lugar de origen de la Biblia y del judaísmo, dificultan el logro de una síntesis aceptada.

## Historia
En el siglo X a. C., y hasta principios del IX a. C., el territorio de Judá estaba formado por pequeños asentamientos rurales, la mayoría de ellos sin fortificaciones, con una población de unos 20 000 habitantes.  Varios arqueólogos, sin embargo, han señalado evidencias de temprano desarrollo urbano en diversos sitios.
Algunos eruditos han sostenido que Jerusalén, la capital del reino, posiblemente no surgió como un centro administrativo importante hasta finales del siglo VIII a. C.; según esta posición, la evidencia arqueológica sugiere que su población antes de ese siglo era demasiado pequeña para sostener un reino. Sin embargo, recientes descubrimientos arqueológicos y pruebas de radiocarbono sugieren la existencia de un considerable desarrollo urbano hacia el siglo X a. C.
A finales del siglo IX a. C., un rey arameo no identificado (eruditos consideran que fue Hazael de Aram-Damasco) erigió una monumental inscripción en Tel Dan, donde relata que derrotó al rey Joram de Samaria y a un soberano de la Casa de David (identificado con el bíblico Ocozías de Judá).
En el siglo VIII a. C., Jerusalén era claramente el centro religioso y administrativo del Reino de Judá. La arqueología demuestra un crecimiento dramático de su población a mediados de siglo, la razón fue la caída del reino de Israel a manos del Imperio asirio mientras sus habitantes huían al sur.
Después de la caída del reino del norte, el imperio se dirige a Judá, los asirios tomaron varias poblaciones y sitiaron Jerusalén, las fuentes bíblicas y extra-bíblicas indican que luego de estos eventos Judá se convirtió en súbdito. Jerusalén prosperó como la capital del reino de Judá, en medio de un notable auge de población y de poder. Ello en parte se debiera al posible apoyo asirio, que veía en Judá un valioso vasallo pro-asirio y una importante fuente de aceite de oliva. El Prisma de Taylor describe a Judá como uno de los estados tributarios del Imperio asirio.
Para finales de siglo, se dejaron de usar en los sellos, símbolos astrales como la luna o el sol, y en su lugar se colocaron solamente los nombres de sus poseedores, lo que se ha interpretado como testimonio de la transición del politeísmo cananeo a la monolatría del yahvismo. Aunque los habitantes de Judá no creían que Yahweh era único, sí era el único que Judá debía seguir y de las manos de la servidumbre liberaría, haciendo pasaje de la monolatría al monoteísmo. Algunos eruditos fechan el inicio del monoteísmo en el siglo VIII a. C. y lo ven principalmente como una respuesta al Imperio asirio. Según la Biblia, estas reformas políticas y religiosas fueron iniciadas por el rey Ezequías y más tarde impulsadas por el rey Josías.
En el siglo VII a. C. Judá prosperó como estado vasallo bajo el dominio asirio, pero se vieron obligados a retirarse para defender su territorio a causa de la guerra con Babilonia. En el 605 a. C. este fue derrotado y la competencia siguiente entre la dinastía XXVI de Egipto y el Imperio neobabilónico por el control del Mediterráneo oriental la condujo a la destrucción en una serie de campañas entre 597 a. C. y 582 a. C., finalmente Judá se convirtió en provincia de Babilonia bajo el mando de Nabucodonosor II llevando a un porcentaje de la población de Judá al exilio.

## Narrativa bíblica
El Reino de Judá fue creado a partir de los territorios que formaban la parte sur del reino unificado de Israel, dominio que durante los reinados de
Saúl, David y Salomón constituyó una sola entidad. Tras la muerte de Salomón, las tribus del norte rechazaron a Roboam (hijo de Salomón), sucesor al trono, y se erigieron en un reino independiente que conservó el nombre de Israel, más tarde conocido como Samaria (por su capital), en ocasiones, Efraín, por su tribu más importante. Las tribus del sur, Judá y Benjamín, junto con la tribu sacerdotal de Leví, permanecieron leales a Roboam y sus sucesores, miembros de la Casa de David. Este reino estaba regido desde Jerusalén y ocupaba el territorio de las tierras altas del sur, conocido genéricamente como Judá o Judea. 
Al reino de Judá suele también ser conocido como el reino del sur para distinguirlo así de la otra monarquía establecida en el norte, es decir, el reino de Israel que comprendía Samaria y Galilea, y cuya existencia tuvo lugar en tiempos de la así denominada monarquía hebrea dividida.
El reino de Judá nació como estado independiente algún tiempo después de la muerte del rey Salomón en 928 a. C.

### Reyes
| Rey           | Años de reinado |
| Roboam        | 17              |
| Abías         | 3               |
| Asá           | 41              |
| Josafat       | 25              |
| Joram         | 8               |
| Ocozías       | 1               |
| Atalía        | 7               |
| Joás          | 40              |
| Amasías       | 29              |
| Ozías (Uzías) | 52              |
| Jotam         | 16              |
| Ajaz          | 16              |
| Ezequías      | 29              |
| Manasés       | 55              |
| Amón          | 2               |
| Josías        | 31              |
| Joacaz        | 3 meses         |
| Joacim        | 11              |
| Joaquín       | 3 meses         |
| Sedequías     | 11              |